# R136a3
R136a3 là một ngôi sao dạng Wolf-Rayet với khối lượng 130 lần khối lượng Mặt Trời trong Đám mây Magellan lớn.